# Monastère Saint-Jean-le-Théologien de Sourotí
Le monastère saint Jean le Théologien (en grec : Ιερά Μονή Αγίου Ιωάννη του Θεολόγου (Ierá Moní Agíou Ioánni tou Theológou)) est un monastère orthodoxe situé à Sourotí, dans la région de Thessalonique, fondé en 1967. Depuis sa fondation, son higoumène est Philothéï de Sourotí.
Le monastère est célèbre dans le monde orthodoxe pour sa proximité et ses liens avec Païssios l'Athonite, qui y est enterré. Depuis la fin du XXe siècle, le monastère édite, traduit les œuvres du saint orthodoxe et reçoit annuellement un pèlerinage important sur sa tombe.

## Histoire
Fondé en 1967 par un groupe d'un prêtre et de moniales qui acquièrent huit hectares de terrain, le monastère reçoit l'amitié et le patronage de Païssios l'Athonite qui sort fréquemment de la Communauté monastique du mont Athos pour s'y rendre. Il aide la communauté naissante et réside dans le monastère pendant deux mois en 1967, après que des moniales abandonnent le monastère,. En 1983, le saint et une vingtaine de sœurs sourotiennes se rendent dans un monastère nouvellement bâti, appelé le monastère de la Vierge de l'Evros. Cette même année, trois moniales syriennes quittent le monastère pour aller fonder un monastère dans les environs de Lattaquié, en Syrie.
En 1986, Arsène de Cappadoce, père spirituel et baptiseur de Païssios l'Athonite, est reconnu comme saint par l'Église orthodoxe. Celui-ci apporte les reliques du saint, avant sa canonisation, au monastère de Sourotí, où il les dépose dans les années 1970. Après sa canonisation officielle, la communauté monastique décide de remercier l'Athonite en érigeant une église au nom d'Arsène. La construction débute au printemps 1987, et s'achève en novembre 1991, quand l'église reçoit sa dédicace pour la fête d'Arsène. 
Païssios meurt dans le complexe monastique féminin en 1994 et y est enterré. Il lègue les droits de ses écrits aux moniales du monastère de Sourotí, faisant d'elles les éditrices et traductrices de ses œuvres,. Elles vendent aussi des icônes du saint qu'elles peignent. En 2016, le monastère reçoit la visite d'Hiéronyme II, archevêque d'Athènes et de toute la Grèce.
En 2024, des milliers de pèlerins se rendent au monastère pour célébrer les trente ans de la mort de Païssios. Ce pèlerinage annuel est assez important et fait partie du paysage religieux grec et orthodoxe,.

## Patrimoine
Hormis l'église de saint Jean le Théologien, construite en 1967, le monastère contient l'église de saint Arsène de Cappadoce, ainsi que des chapelles consacrées à la « Vierge - Source de Vie », aux « Très saints Archanges », à sainte Euphémie de Chalcédoine et à saint Grégoire Palamas.

## Informations pratiques
Le monastère est interdit aux hommes en short ou portant des tenues sans manches, aux femmes portant des habits montant au dessus des genoux ou des robes échancrées, ainsi qu'aux enfants ne répondant pas à ces deux catégories,. Le monastère est par ailleurs fermé aux visites pendant la première semaine du Grand Carême et pendant la Semaine sainte.